# Хаусман, Вернер
Вернер Хаусман (нем. Werner Hausmann; 31 октября 1923, Биберист — 29 ноября 2001) — швейцарский хоккеист на траве, вратарь; велогонщик. Участник летних Олимпийских игр 1960 года.

## Биография
Вернер Хаусман родился 31 октября 1923 года в швейцарской коммуне Биберист.
Играл в хоккей на траве за «Ольтен».
В 1960 году вошёл в состав сборной Швейцарии по хоккею на траве на летних Олимпийских играх в Риме, занявшей 15-е место. Играл на позиции вратаря, провёл 2 матча, пропустил 8 мячей (5 от сборной Японии, 3 — от Великобритании). 36-летний Хаусман был одним из самых возрастных игроков команды, уступая только другому вратарю — 37-летнему Вальтеру Арберу.
Более известен в Швейцарии как велогонщик. Более 60 лет был членом Цюрихского велосипедного клуба. В 1945 году стал чемпионом страны в шоссейной гонке. В дальнейшем работал администратором в велоспорте, занимался организацией веломногодневки «Тур Швейцарии».
Умер 29 ноября 2001 года.